# Tramwaje w Esslingen am Neckar
Tramwaje w Esslingen am Neckar – zlikwidowany system komunikacji tramwajowej w niemieckim mieście Esslingen am Neckar, działający w latach 1912–1978.

## Historia

### Tramwaje miejskie
Pierwsze prace przy budowie infrastruktury tramwajowej rozpoczęto 16 listopada 1911 od rozpoczęcia budowy zajezdni tramwajowej. Pierwsze tramwaje na ulice miasta wyjechały 24 maja 1912. Pierwsza linia tramwajowa prowadziła od Oberesslingen do Obertürkheim. Rozstaw szyn wynosił 1000 mm. 2 lipca 1912 otwarto drugą linię pomiędzy Bahnhof a Charlottenplatz. W czasie I wojny światowej wstrzymano kursowanie tramwajów w mieście. W 1917 rozpoczęto naprawę torów i sieci trakcyjnej. W czasie II wojny światowej została zniszczona znaczna część infrastruktury, której nie można było naprawić. W związku z tym postanowiono tramwaje zastąpić komunikacją trolejbusową co nastąpiło 7 lipca 1944. Operatorem systemu była spółka Eßlinger Städtische Straßenbahn (ESS).

### Linia Esslingen – Nellingen – Denkendorf
Pierwsze plany budowy linii podmiejskiej do Fildern powstały w styczniu 1886. 19 sierpnia 1924 powstała spółka Straßenbahn Esslingen-Nellingen-Denkendorf GmbH (END). 24 czerwca 1926 wydano pozwolenie na budowę i eksploatację linii. Otwarcie linii Esslingen – Nellingen – Denkendorf nastąpiło 18 grudnia 1926. Do obsługi linii zamówiono w zakładach Maschinenfabrik Esslingen 5 wagonów silnikowych i 7 doczepnych. Wszystkie wagony były pomalowane w barwy niebiesko-zielone. W 1927 linią przewieziono 1,3 mln pasażerów. 30 sierpnia 1928 wydano pozwolenie na budowę linii Nellingen – Scharnhausen – Neuhausen. Linię tę otwarto 22 września 1929. W latach 30. XX w. zaczęła maleć liczba przewożonych pasażerów. W tym czasie z powodu trudnej sytuacji finansowej przedsiębiorstwa rozważano zamknięcie linii do Neuhausen. Sytuację finansową poprawiło dopiero przejęcie większości udziałów przez Stuttgarter Straßenbahn AG (SSB). W 1939 przewieziono 1,9 mln pasażerów. W 1972 w raporcie przygotowanym przez SSB zalecono zastąpienie tramwajów komunikacją autobusową. W 1976 przedsiębiorstwo posiadało 13 wagonów silnikowych i 12 wagonów doczepnych. Ostatni raz tramwaje zjechały do zajezdni 28 lutego 1978.